# Roodkruinprachtwever
De roodkruinprachtwever (Malimbus coronatus) is een zangvogel uit de familie Ploceidae (wevers en verwanten).

## Verspreiding en leefgebied
Deze soort komt voor van zuidelijk Kameroen tot Gabon, de zuidwestelijke Centraal-Afrikaanse Republiek en oostelijk Congo-Kinshasa